# یواس‌اس نیاک (۱۸۶۳)
یواس‌اس نیاک (۱۸۶۳) (به انگلیسی: USS Nyack (1863)) یک کشتی بود که طول آن ۱۷۹ فوت ۶ اینچ (۵۴٫۷۱ متر) بود. این کشتی در سال ۱۸۶۳ ساخته شد.